# La Haute-Yamaska
La Haute-Yamaska est une municipalité régionale de comté (MRC) du Québec (Canada) dans la région administrative de l'Estrie. Le chef-lieu de la MRC de La Haute-Yamaska est Granby.   Traversée par la rivière Yamaska Nord, La Haute-Yamaska est composée de huit municipalités locales dont deux villes, quatre municipalités, un canton et un village. La Haute-Yamaska a une population totale de 88 650 habitants selon le recensement de 2013. 
Avant le 8 juillet 2021, la Haute-Yamaska faisait partie de la région administrative de la Montérégie.

## Géographie

### Entités territoriales
La MRC est constituée de huit municipalités locales.
| Nom                       | Statut                  | Population 2021 | Superficie (km2) | Densité (h/km2) | Ref. |
| ------------------------- | ----------------------- | --------------- | ---------------- | --------------- | ---- |
| Granby                    | Ville                   | 69 025          | 156,1            | 442,18          |      |
| Roxton Pond               | Municipalité            | 4 224           | 103,4            | 40,85           |      |
| Saint-Alphonse-de-Granby  | Municipalité            | 3 341           | 50,2             | 66,55           |      |
| Saint-Joachim-de-Shefford | Municipalité            | 1 476           | 129,2            | 11,42           |      |
| Sainte-Cécile-de-Milton   | Municipalité            | 2 195           | 73,3             | 29,95           |      |
| Shefford                  | Municipalité de canton  | 7 253           | 119,3            | 60,8            |      |
| Warden                    | Municipalité de village | 362             | 5,6              | 64,64           |      |
| Waterloo                  | Ville                   | 4 920           | 13,3             | 369,92          |      |
| Total                     | Total                   | 92 796          | 650,4            | 142,68          |      |

## Démographie
| 1991 | 1996 | 2001   | 2006   | 2011   | 2016   | 2021   |
| ---- | ---- | ------ | ------ | ------ | ------ | ------ |
| -    | -    | 79 175 | 85 405 | 85 042 | 88 306 | 92 796 |

## Éducation
Commission scolaire du Val-des-Cerfs

## Santé
Le CSSS La Pommeraie et le CSSS de la Haute-Yamaska, initialement localisés en Montérégie, sont fusionnés au CIUSSS de l’Estrie.
- Centre hospitalier de Granby